# Радан
Футбольний клуб Радан Лебане або просто Радан (серб. Фудбалски клуб Радан Лебане) — професійний сербський футбольний клуб з міста Лебане. Зараз команда виступає в Сербській лізі Схід, третьому за значимістю чемпіонаті Сербії.

## Історія
Клуб було засновано в 1926 році. Він належить до числа найстаріших та найуспішніших в Ябланицькому окрузі.
У сезоні 2010/11 років посів 14-те місце в Нишській зональній лізі та вилетів до окружної ліги. Як переможець Ябланицької окружної ліги у сезоні 2012/13 років повернувся до Нишської зональної ліги.

## Досягнення
- Яблуницька окружна ліга
  -  Чемпіон (1): 2011/12